# Henry Willard Denison
Henry Willard Denison, né le 11 mai 1846 à Guildhall dans le Vermont et décédé d'un accident vasculaire cérébral le 13 juillet 1914 à Tokyo, est un avocat et diplomate américain qui est conseiller étranger au Japon pendant l'ère Meiji.

## Biographie
Né dans le Vermont, Denison passe ses premières années à Lancaster dans le New Hampshire. Diplômé de l'université Columbia, il poursuit ses études à l'université George Washington pour obtenir son diplôme de droit tout en travaillant comme greffier au service des douanes à Washington D.C.
En 1869, Denison devient le vice-consul du consulat américain de Yokohama au Japon, où sa tâche est d'abord de servir de procureur au tribunal du consulat. À cette époque, la loi japonaise ne s'applique pas aux étrangers en vertu de l'extraterritorialité installée par les traités inégaux. Son contrat expire en 1876, mais sur recommandation du consul américain John Bingham, il reste à Yokohama pour exercer le droit. En 1880, cette fois-ci sur recommandation du consul américain Charles E. DeLong, le gouvernement japonais lui propose un poste de conseiller étranger qu'il accepte. Il lui est immédiatement demandé de réaliser un commentaire de l'ouvrage Elements of International Law traitant du droit international et servant de référence à cette époque en Asie.
Bien que les postes de conseiller étranger soient habituellement fondés sur des contrats de trois ou cinq ans, Denison reste au Japon et devient conseiller juridique au ministère japonais des Affaires étrangères jusqu'à sa mort en 1914.
En tant que conseiller juridique, il travaille étroitement avec Shigenobu Ōkuma et Mutsu Munemitsu sur la révision des traités inégaux et la remise en question du droit d'extraterritorialité. Il réalise des articles juridiques pour défendre la position japonaise pendant la guerre sino-japonaise (1894-1895) et assiste à la signature du traité de Shimonoseki. Cependant, à cause de son échec à prédire la triple intervention, qui coûte au Japon beaucoup de ses gains territoriaux gagnés grâce à cette guerre, il est fortement critiqué par les militaires les plus radicaux.
Il est également juge japonais à la cour permanente d'arbitrage à La Haye avec Motono Ichirō (en). Denison assiste ensuite Komura Jutarō dans les négociations de l'établissement de l'alliance anglo-japonaise. Durant la guerre russo-japonaise (1904-05), il voyage aux États-Unis avec Kentarō Kaneko et assiste à la signature du traité de Portsmouth. 
Fin juin 1914, Denison a un accident vasculaire cérébral et est hospitalisé à l'hôpital international St. Luke où il meurt le 3 juillet. Il reçoit des obsèques nationales le 6 juillet auxquelles assiste l'ambassadeur américain au Japon, George W. Guthrie. Il est enterré au cimetière d'Aoyama à Tokyo. 
Pour ses services, il est décoré de l'ordre du Soleil levant (2e classe) en 1895, et de l'ordre du Trésor sacré en 1896, récompense qui venait avec une pension de 10 000 Yens. En 1902, il reçoit le grand cordon de l'ordre du Soleil levant, le premier étranger à recevoir cette distinction, qui vient avec une pension de 15 000 Yens. Il reçoit l'ordre du Chrysanthème à titre posthume.
Le futur premier ministre du Japon Takashi Hara commande un buste en bronze de Denison pour installer à l'entrée du centre de formation diplomatique à Sagamihara près de Yokohama.

## Source
- (en) Cet article est partiellement ou en totalité issu de l’article de Wikipédia en anglais intitulé « Henry Willard Denison » (voir la liste des auteurs).